# Trencanous (estri)

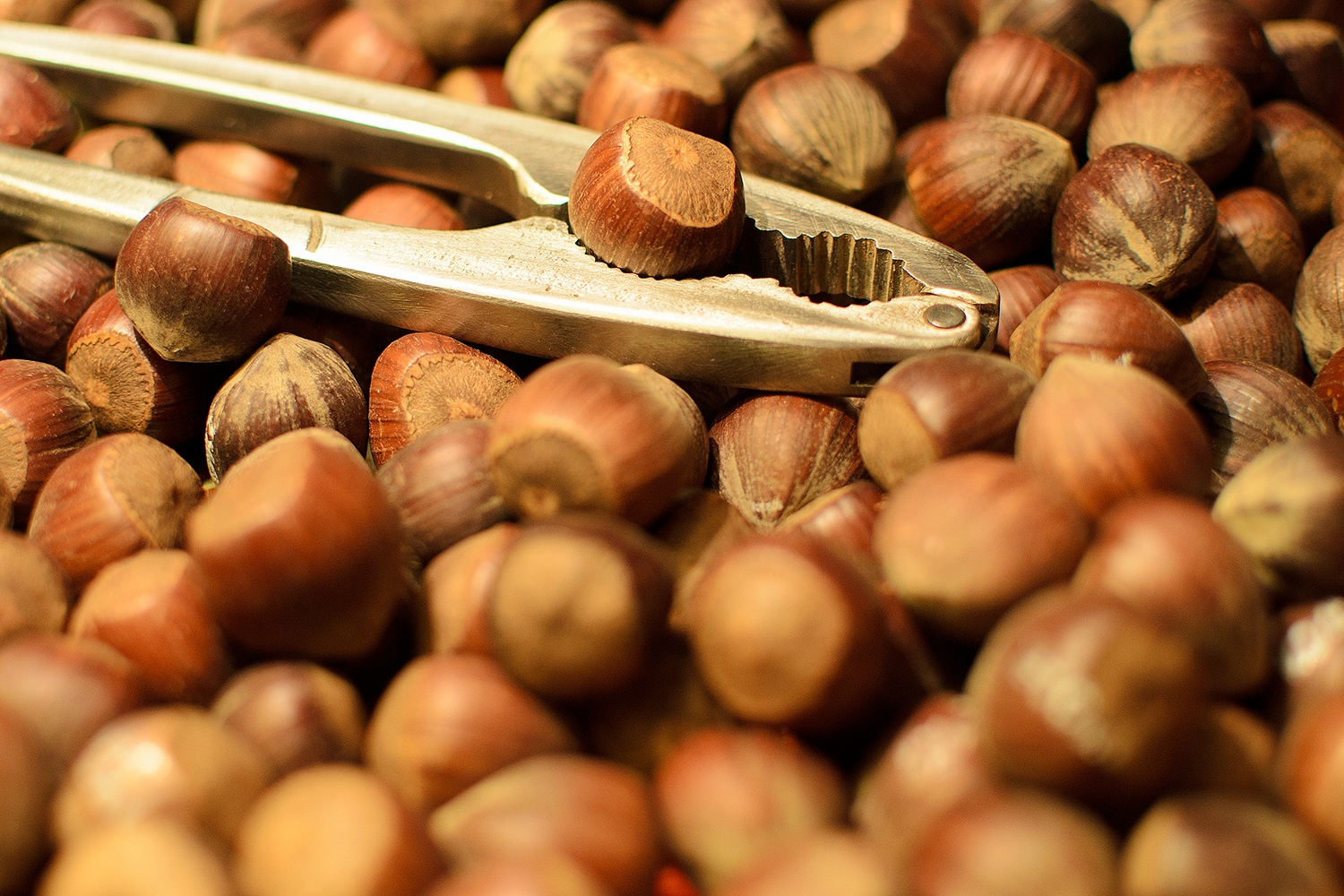
Trencanous de palanca amb avellanes

Un trencanous és un estri dissenyat per a obrir fruits secs partint-ne la closca. Hi ha molts dissenys, incloses palanques, cargols i trinquets. La versió de palanca també s'utilitza per trencar closques de llagostes i crancs.

## Funcions

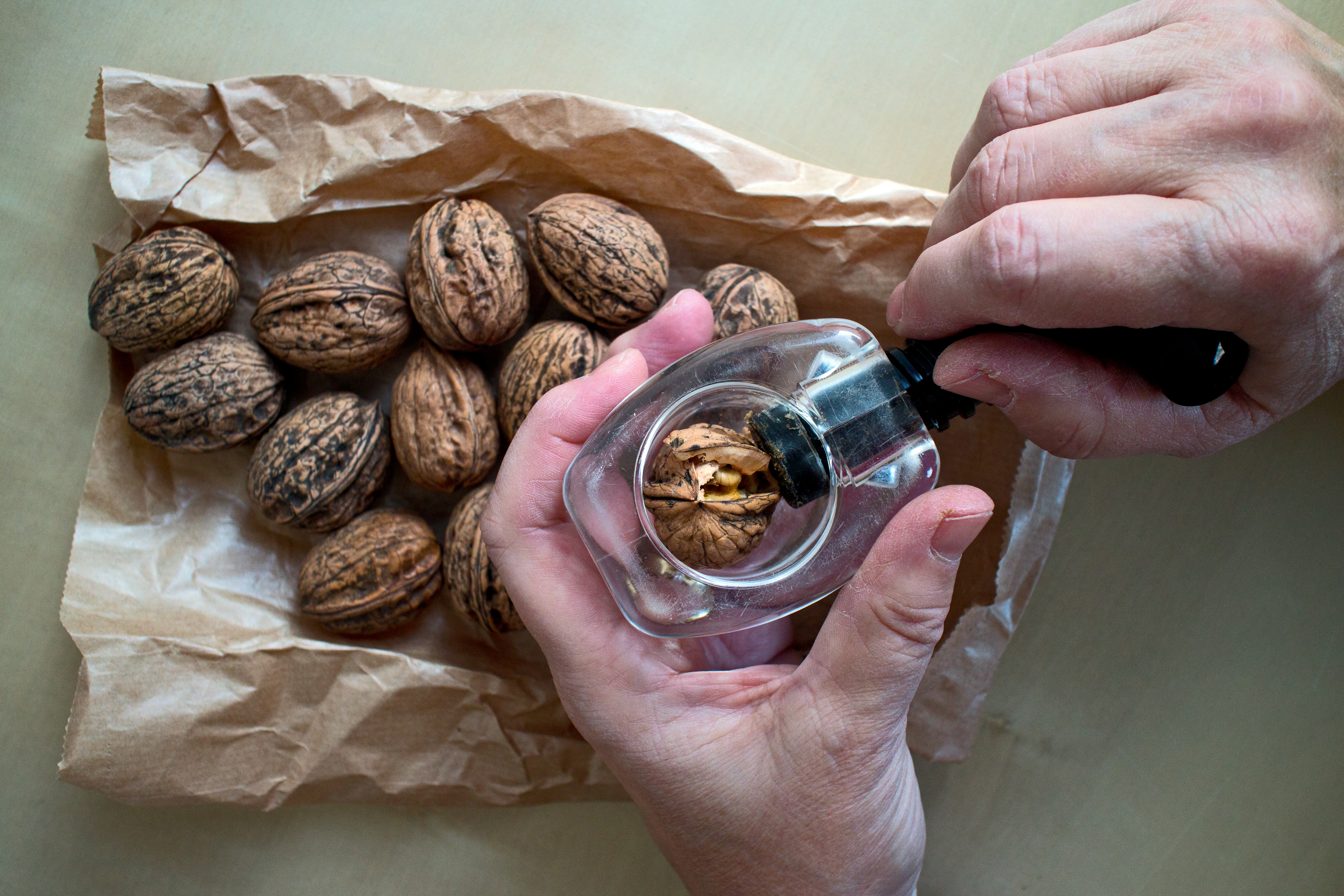
Trencanous de caragol amb una nou dins

Utilitzant un trencanous

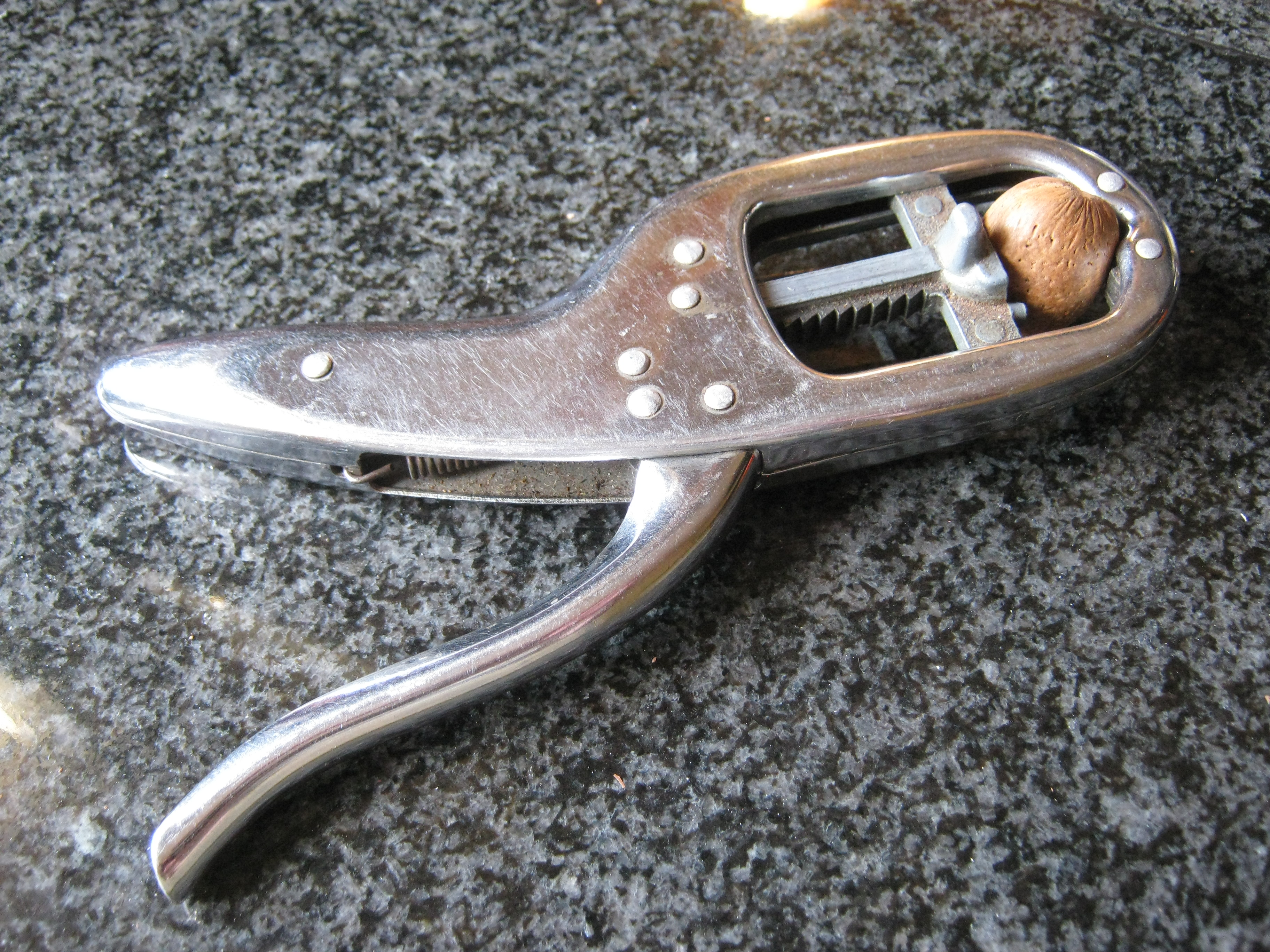
Un trencanous crackerjack, que utilitza un trinquet

Inicialment les nous s'obrien amb martell i enclusa, sovint fetes de pedra. Alguns fruits secs, com les nous, també es poden obrir amb la mà, subjectant la nou al palmell de la mà i pressionant amb l'altre palmell o polze, o ajudant-se d'una altra nou.
Avui dia els fabricants produeixen trencanous funcionals usualment semblants a unes alicates, però amb el punt de pivot al final més enllà de la femella, en lloc del mig. També s'utilitzen per trencar les closques de crancs i llagostes per a poder-se menjar la carn que hi ha a dins. Els trencanous de palanca articulada poden datar de l'antiga Grècia. Al segle xiv hi ha constància de trencanous a Europa, a Anglaterra, fins i tot als Contes de Canterbury i a França. El disseny de la palanca podria derivar de les pinces dels ferrers. Els materials incloïen metalls com la plata, el ferro colat i el bronze, i la fusta incloent la de boix, especialment els de França i Itàlia. Més rarament s'usava porcellana. Molts dels trencanous de fusta tallats tenien forma de persones i animals.
Durant l'època victoriana, al sopar es presentaven fruites i fruits secs i es produïen trencanous ornamentats i sovint platejats per acompanyar-los als sopars. Els fruits secs han sigut durant molt de temps una tria popular per a les postres, sobretot a tot Europa. Els trencanous es posaven a les taules del menjador per servir de centre de conversa divertit i entretingut mentre els comensals esperaven el seu darrer plat. En cert moment els trencanous eren fets de metalls com el llautó, i no va ser fins al segle xix a Alemanya quan es començaren a popularitzar els de fusta.
A finals del segle xix es produïren dos canvis en la fabricació de trencanous: l'augment dels dissenys figuratius i decoratius, especialment dels Alps, on es venien com a records, i un canvi a la fabricació industrial, inclosa la disponibilitat en catàlegs de comandes per correu, en lloc de la producció artesana. Després de la dècada de 1960 la disponibilitat de fruits secs pelats prèviament produí la disminució de la necessitat de posseir trencanous i una davallada de la tradició de posar fruits secs als mitjons de Nadal dels nens.

### Dissenys alternatius

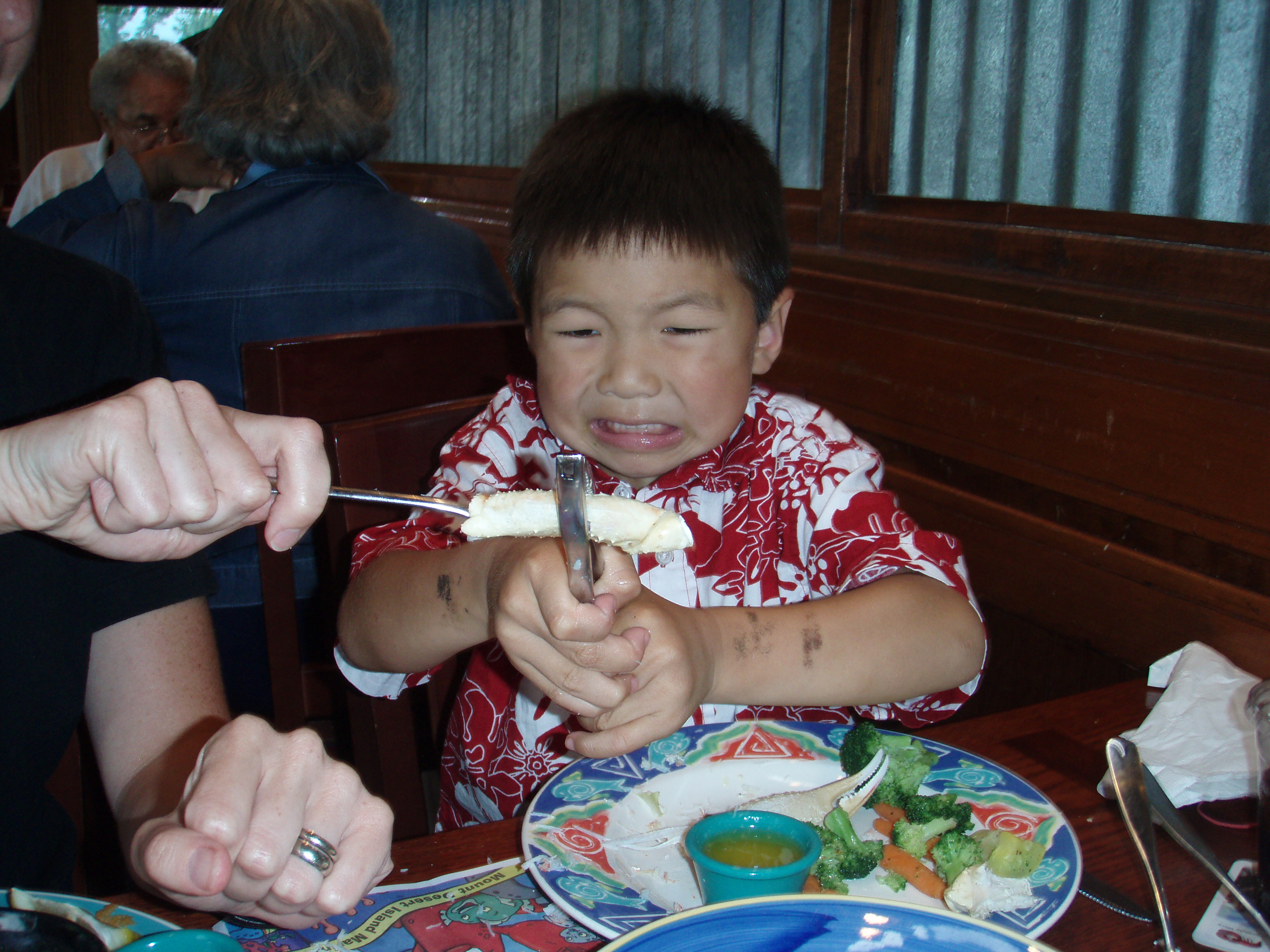
Noi partint una pinça de cranc amb un trencanous

Al segle XVII aparegué els trencanous de cargol que aplica la pressió gradualment sobre la clofolla, alguns com un torn. El 1913 Henry Quackenbush patentà el trencanous articulat amb molla. Aquest té un disseny de trinquet, semblant a un gat de cotxe, que augmenta gradualment la pressió sobre la closca per evitar danyar el nucli interior, patentat el 1947 per Cuthbert Leslie Rimes de Morley, Leeds i exposat al Festival de Bretanya. Els fruits secs sense closca encara són populars a la Xina, on s'insereix un dispositiu clau a l'esquerda de nous, pacanes i macadàmies i es gira per obrir la closca.

## Trencanous decoratius

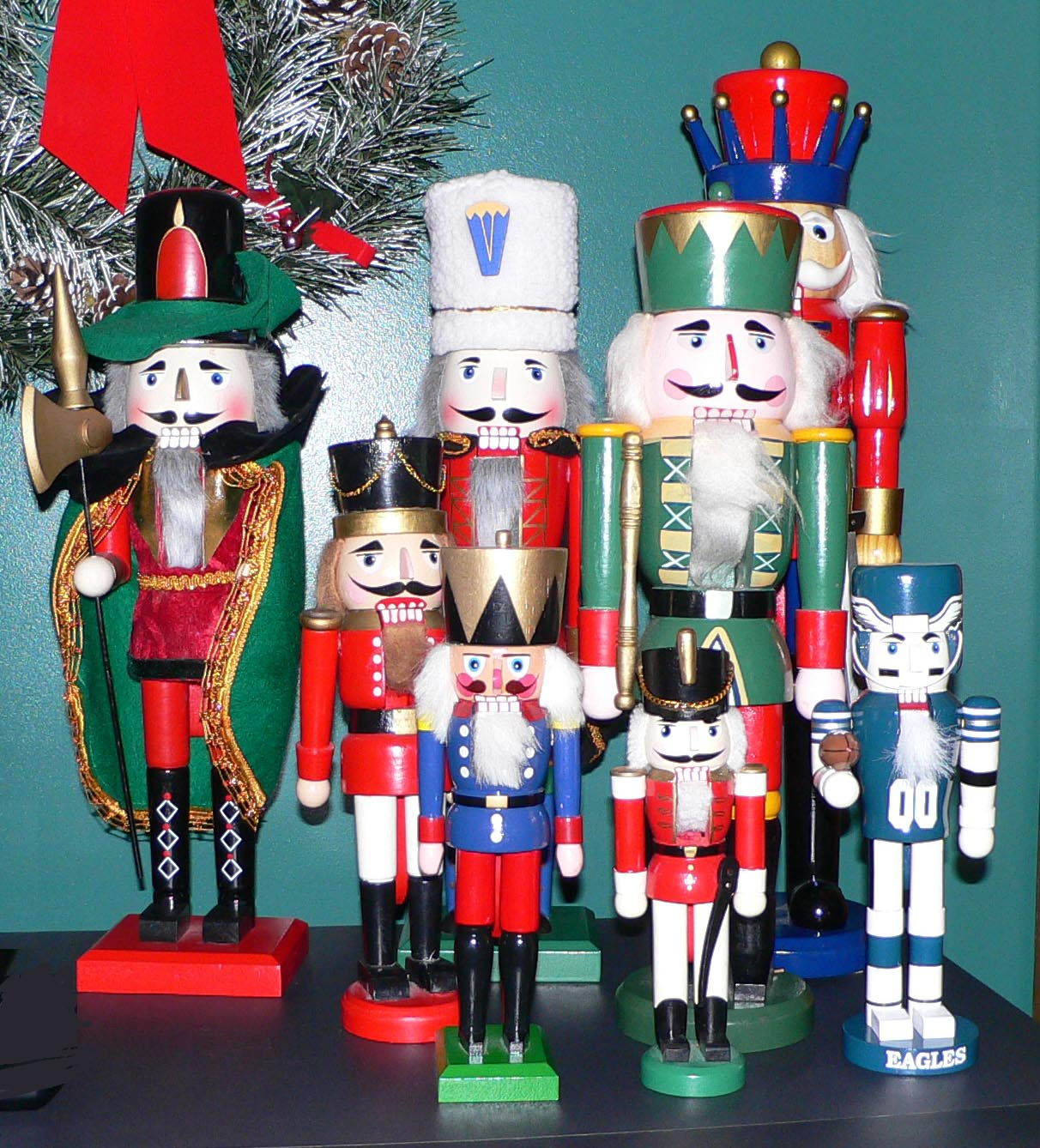
Diverses figures de trencanous

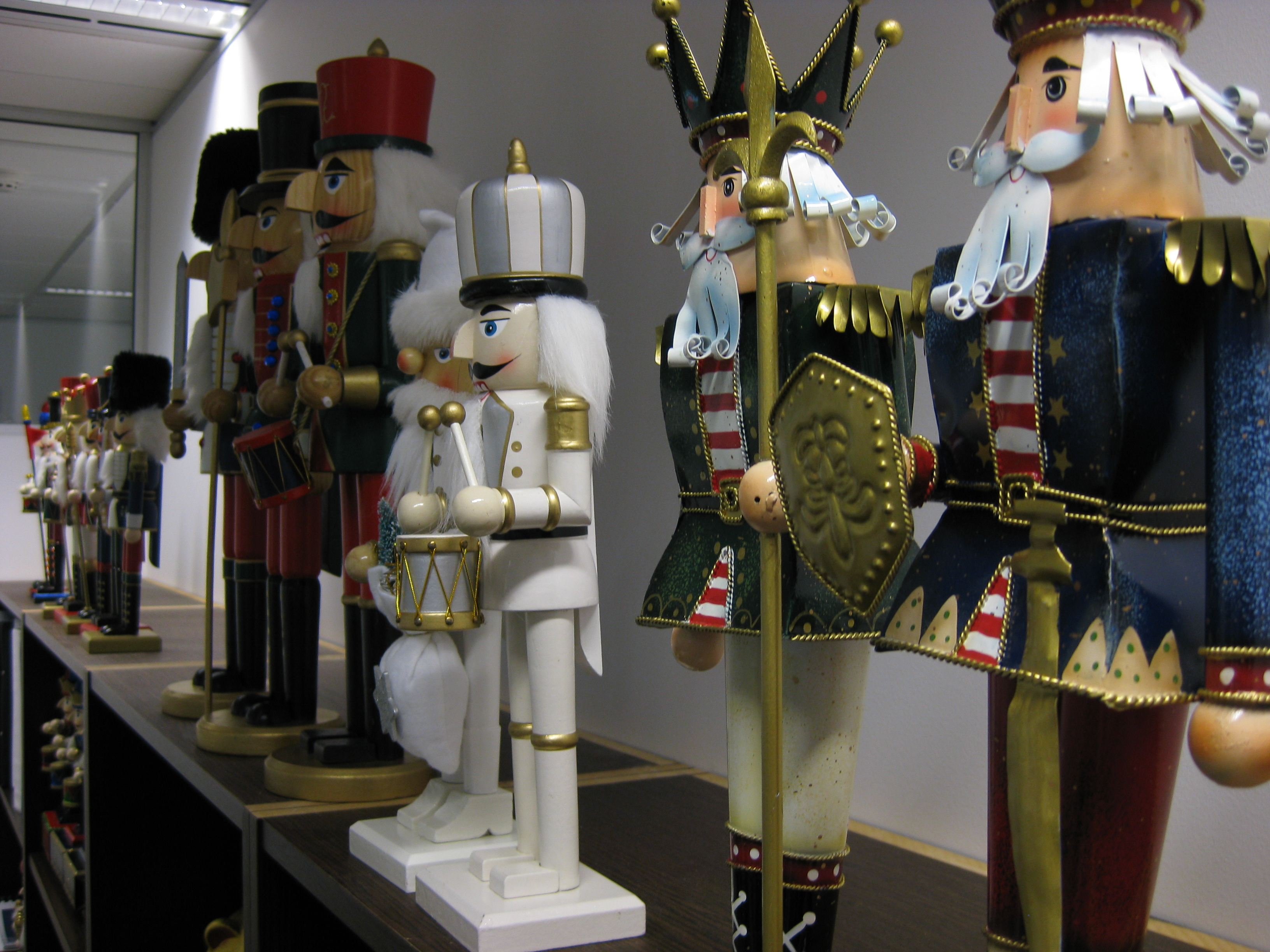
Col·lecció de trencanous de contes de fades

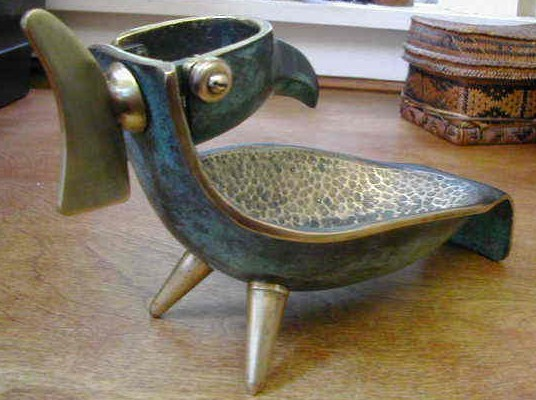
Trencanous decoratiu de llautó del dissenyador industrial Maurice Ascalon

A partir del segle XV apareixen trencanous en forma de talles de fusta representant soldats, cavallers, reis o d'altres ocupacions. Els trencanous figuratius representen un símbol de bona sort a Alemanya, i un conte popular explica que un fabricant de titelles va guanyar un repte de trencanous creant una nina amb una boca per a una palanca per a trencar les nous. Aquests trencanous retraten una persona amb una gran boca que l'operador obre alçant una palanca a la part posterior de la figureta. En un principi es podia introduir una nou a la boca amb dents grans, pressionar cap avall i trencant la nou. Els trencanous moderns d'aquest estil tenen eminentment un ús decoratiu, sobretot a l'època de Nadal, una temporada de la qual han estat durant molt de temps un símbol tradicional. El ballet El trencanous de Piotr Ilitx Txaikovski, basat en una història d'Ernst Theodor Amadeus Hoffmann, deriva el seu nom d'aquesta decoració festiva.
Els trencanous decoratius es van fer populars als Estats Units després de la Segona Guerra Mundial, després de la primera producció nord-americana del ballet El Trencanous el 1940 i l'exposició dels soldats nord-americans a les nines durant la guerra. Avui dia als Estats Units la immensa majoria dels trencanous decoratius no són funcionals. Molts dels treballadors de la fusta a Alemanya es trobaven a les Muntanyes Metal·líferes, a la zona soviètica després del final de la guerra, i van produir en massa dissenys mal fets per al mercat nord-americà. Amb l'augment de fruits secs prèviament pelats, també es va reduir la necessitat que fossin funcionals. Passats els vuitanta aparegueren importacions xineses i taiwaneses que copiaven els dissenys tradicionals alemanys. El United States Postal Service (USPS) va emetre quatre segells l'octubre de 2008 amb trencanous fets a mida per l'artista Glenn Crider de Richmond, Virgínia.

## Altres usos
Alguns artistes, entre ells el músic Mike Oldfield, han usat el so dels trencanous a la música.
Una antiga creença entre els malais del sud-est asiàtic afirma que col·locant sota el coixí d'un nadó un trencanous de palmera d'areca (kacip pinang) evitar qualsevol dany per part de criatures paranormals.